# Penstemonsläktet
Penstemoner (Penstemonsläktet) är ett släkte i familjen grobladsväxter som beskevs av den tyske botanikern Casimir Christoph Schmidel 1763.

## Bildgalleri

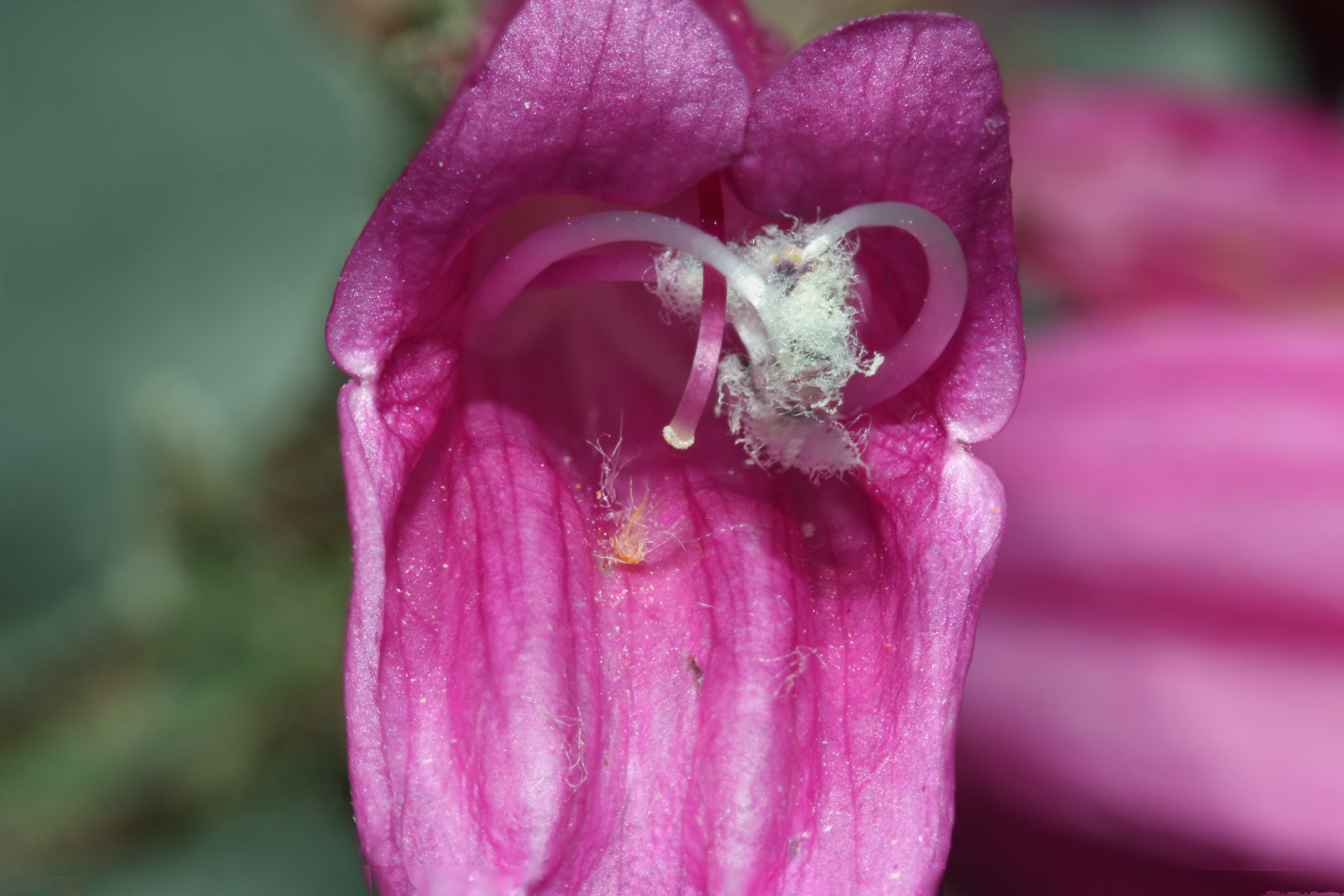
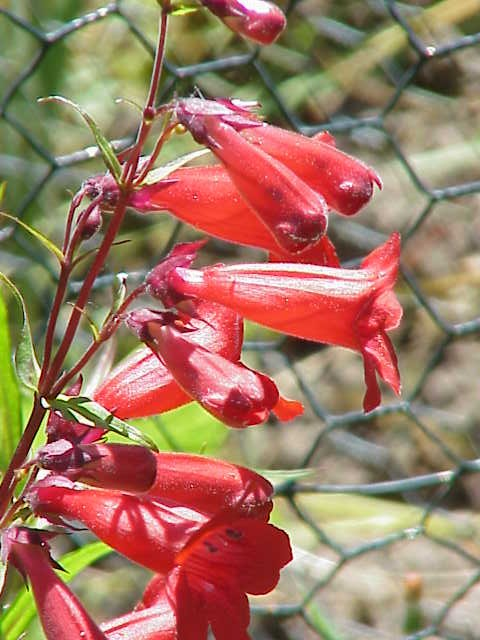
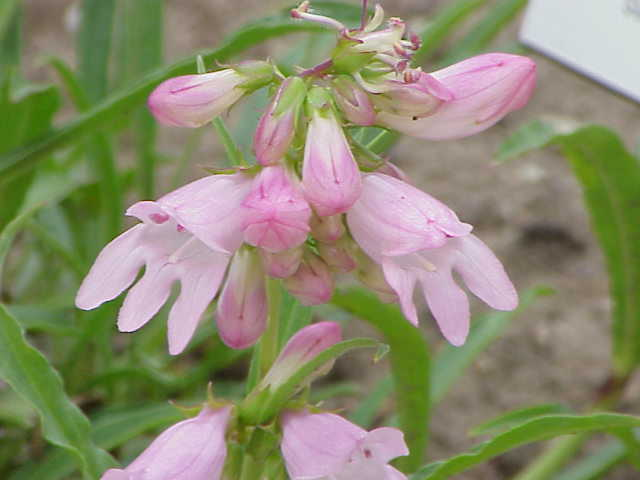
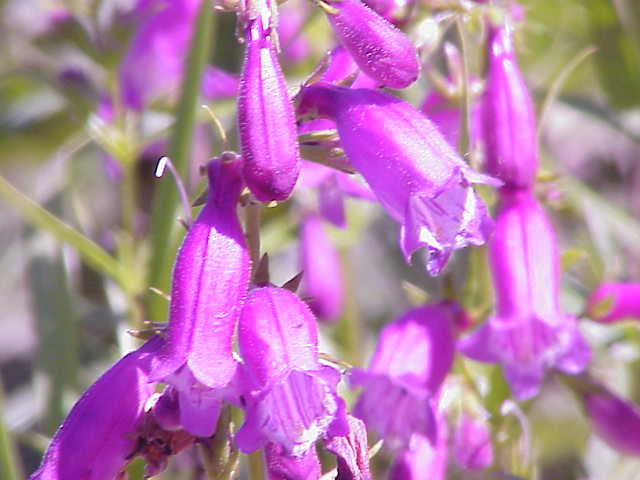
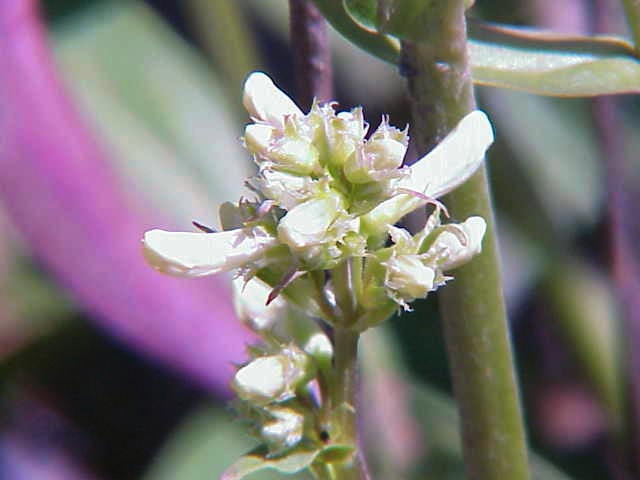
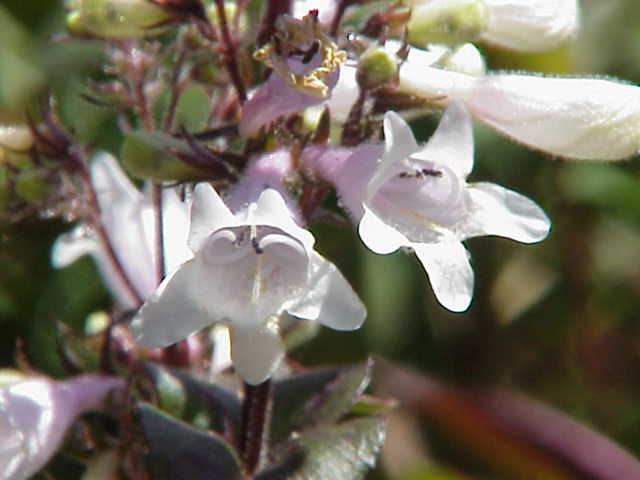

## Dottertaxa till Penstemonsläktet, i alfabetisk ordning[1]
- Penstemon abietinus
- Penstemon absarokensis
- Penstemon acaulis
- Penstemon acuminatus
- Penstemon alamosensis
- Penstemon albertinus
- Penstemon albidus
- Penstemon albomarginatus
- Penstemon alluviorum
- Penstemon ambiguus
- Penstemon ammophilus
- Penstemon amphorellae
- Penstemon anguineus
- Penstemon angustifolius
- Penstemon apateticus
- Penstemon arenarius
- Penstemon arenicola
- Penstemon aridus
- Penstemon arkansanus
- Penstemon atropurpureus
- Penstemon attenuatus
- Penstemon atwoodii
- Penstemon auriberbis
- Penstemon australis
- Penstemon azureus
- Penstemon baccharifolius
- Penstemon barbatus
- Penstemon barnebyi
- Penstemon barrettiae
- Penstemon bicolor
- Penstemon bolanius
- Penstemon bracteatus
- Penstemon breviculus
- Penstemon bryantiae
- Penstemon buckleyi
- Penstemon caesius
- Penstemon caespitosus
- Penstemon calcareus
- Penstemon californicus
- Penstemon calycosus
- Penstemon campanulatus
- Penstemon canescens
- Penstemon cardinalis
- Penstemon cardwellii
- Penstemon carnosus
- Penstemon caryi
- Penstemon centranthifolius
- Penstemon cinicola
- Penstemon clevelandii
- Penstemon clutei
- Penstemon cobaea
- Penstemon comarrhenus
- Penstemon compactus
- Penstemon concinnus
- Penstemon confertus
- Penstemon confusus
- Penstemon crandallii
- Penstemon crideri
- Penstemon cusickii
- Penstemon cyananthus
- Penstemon cyaneus
- Penstemon cyanocaulis
- Penstemon cyathophorus
- Penstemon dasyphyllus
- Penstemon davidsonii
- Penstemon deamii
- Penstemon deaveri
- Penstemon debilis
- Penstemon degeneri
- Penstemon deustus
- Penstemon digitalis
- Penstemon diphyllus
- Penstemon discolor
- Penstemon dissectus
- Penstemon distans
- Penstemon dolius
- Penstemon eatonii
- Penstemon elegantulus
- Penstemon ellipticus
- Penstemon eriantherus
- Penstemon euglaucus
- Penstemon fasciculatus
- Penstemon fendleri
- Penstemon filiformis
- Penstemon filisepalis
- Penstemon flavescens
- Penstemon floribundus
- Penstemon floridus
- Penstemon flowersii
- Penstemon franklinii
- Penstemon fremontii
- Penstemon fruticiformis
- Penstemon fruticosus
- Penstemon gairdneri
- Penstemon galloensis
- Penstemon gentianoides
- Penstemon gentryi
- Penstemon gibbensii
- Penstemon glaber
- Penstemon glandulosus
- Penstemon glaucinus
- Penstemon globosus
- Penstemon goodrichii
- Penstemon gormanii
- Penstemon gracilentus
- Penstemon gracilis
- Penstemon grahamii
- Penstemon grandiflorus
- Penstemon griffinii
- Penstemon grinnellii
- Penstemon guadalupensis
- Penstemon hallii
- Penstemon harbourii
- Penstemon harringtonii
- Penstemon hartwegii
- Penstemon havardii
- Penstemon haydenii
- Penstemon henricksonii
- Penstemon heterodoxus
- Penstemon heterophyllus
- Penstemon hidalgensis
- Penstemon hintonii
- Penstemon hirsutus
- Penstemon humilis
- Penstemon idahoensis
- Penstemon imberbis
- Penstemon immanifestus
- Penstemon incertus
- Penstemon inflatus
- Penstemon isophyllus
- Penstemon jamesii
- Penstemon janishiae
- Penstemon jonesii
- Penstemon kingii
- Penstemon kralii
- Penstemon labrosus
- Penstemon laetus
- Penstemon laevigatus
- Penstemon laevis
- Penstemon lanceolatus
- Penstemon laricifolius
- Penstemon laxiflorus
- Penstemon laxus
- Penstemon leiophyllus
- Penstemon lemhiensis
- Penstemon lentus
- Penstemon leonardii
- Penstemon leonensis
- Penstemon leptanthus
- Penstemon linarioides
- Penstemon longiflorus
- Penstemon luteus
- Penstemon lyalli
- Penstemon marcusii
- Penstemon mensarum
- Penstemon metcalfei
- Penstemon miniatus
- Penstemon mirus
- Penstemon miser
- Penstemon moffattii
- Penstemon mohinoranus
- Penstemon monoensis
- Penstemon montanus
- Penstemon moriahensis
- Penstemon moronensis
- Penstemon multiflorus
- Penstemon murrayanus
- Penstemon nanus
- Penstemon navajoa
- Penstemon neomexicanus
- Penstemon neotericus
- Penstemon newberryi
- Penstemon nitidus
- Penstemon nudiflorus
- Penstemon occiduus
- Penstemon oklahomensis
- Penstemon oliganthus
- Penstemon ophianthus
- Penstemon osterhoutii
- Penstemon ovatus
- Penstemon pachyphyllus
- Penstemon pahutensis
- Penstemon pallidus
- Penstemon palmeri
- Penstemon papillatus
- Penstemon parishii
- Penstemon parryi
- Penstemon parviflorus
- Penstemon parvus
- Penstemon patens
- Penstemon payettensis
- Penstemon paysoniorum
- Penstemon peckii
- Penstemon penlandii
- Penstemon pennellianus
- Penstemon perfoliatus
- Penstemon perpulcher
- Penstemon personatus
- Penstemon petiolatus
- Penstemon pinifolius
- Penstemon pinorum
- Penstemon plagapineus
- Penstemon platyphyllus
- Penstemon potosinus
- Penstemon pratensis
- Penstemon pringlei
- Penstemon procerus
- Penstemon pruinosus
- Penstemon pseudoparvus
- Penstemon pseudoputus
- Penstemon pseudospectabilis
- Penstemon pudicus
- Penstemon pumilus
- Penstemon punctatus
- Penstemon purpusii
- Penstemon putus
- Penstemon radicosus
- Penstemon ramosus
- Penstemon rattanii
- Penstemon retrorsus
- Penstemon rhizomatosus
- Penstemon richardsonii
- Penstemon roezlii
- Penstemon roseus
- Penstemon rostriflorus
- Penstemon rotundifolius
- Penstemon rubicundus
- Penstemon rupicola
- Penstemon rydbergii
- Penstemon saltarius
- Penstemon saxosorum
- Penstemon scapoides
- Penstemon scariosus
- Penstemon secundiflorus
- Penstemon seorsus
- Penstemon sepalulus
- Penstemon serrulatus
- Penstemon smallii
- Penstemon spatulatus
- Penstemon speciosus
- Penstemon spectabilis
- Penstemon stenophyllus
- Penstemon stephensii
- Penstemon strictiformis
- Penstemon strictus
- Penstemon subglaber
- Penstemon subserratus
- Penstemon subulatus
- Penstemon sudans
- Penstemon superbus
- Penstemon tenuiflorus
- Penstemon tenuifolius
- Penstemon tenuis
- Penstemon tepicensis
- Penstemon teucrioides
- Penstemon thompsoniae
- Penstemon thurberi
- Penstemon tidestromii
- Penstemon tiehmii
- Penstemon tracyi
- Penstemon triflorus
- Penstemon triphyllus
- Penstemon tubiflorus
- Penstemon tusharensis
- Penstemon uintahensis
- Penstemon unilateralis
- Penstemon utahensis
- Penstemon wardii
- Penstemon washingtonensis
- Penstemon watsonii
- Penstemon wendtiorum
- Penstemon venustus
- Penstemon versicolor
- Penstemon whippleanus
- Penstemon wilcoxii
- Penstemon virens
- Penstemon virgatus
- Penstemon wislizenii
- Penstemon vizcainensis
- Penstemon wrightii
- Penstemon vulcanellus
- Penstemon yampaensis